# The Legend of Zelda: Four Swords Adventures
The Legend of Zelda: Four Swords Adventures (ゼルダの伝説 4つの剣+?, Zeruda no Densetsu: Yottsu no Tsurugi Purasu, lett. "La leggenda di Zelda: le 4 spade +") è un videogioco di ruolo con visuale a volo d'uccello per la console Nintendo Game Cube orientato al multiplayer. Giocando in singolo è possibile utilizzare un controller tradizionale per Game Cube, mentre in multiplayer ciascun giocatore utilizza un diverso Game Boy Advance, collegato al GameCube centrale attraverso un cavo Gameboy Advance. Il gioco presenta delle sfide che richiedono in genere un approccio fortemente collaborativo per essere superate.

## Trama
Dopo che il mago Vaati fu sconfitto e sigillato nella Quadrispada in Minish Cap e Four Swords, sembrava che la pace fosse tornata a Hyrule, tuttavia una nuvola minacciosa in questo momento oscura Hyrule; La Principessa Zelda, preoccupata che il sigillo di Vaati possa essersi indebolito, riunisce le sei fanciulle o vergini, designate a proteggere il portale di accesso al Santuario della Quadrispada, al Castello di Hyrule e chiama Link a loro protezione.
Mediante il loro aiuto, Zelda è in grado di evocare il portale di accesso al tempio; tuttavia mentre lo sta per attraversare il sigillo si indebolisce e uno sconosciuto Link Oscuro fa la sua apparizione e la rinchiude insieme alle fanciulle all'interno di sette cristalli oscuri in altrettanti palazzi.
Link Oscuro può entrare nel portale e a Link non resta altra scelta che seguirlo; nel tempio Link Oscuro schernisce Link affinché estragga la Quadrispada e non appena questo avviene Link si quadruplica liberando completamente Vaati dal suo sigillo che lo fa volare via con la sua magia.
Link, volato via dopo aver estratto la Quadrispada, va al castello di Hyrule, dove lo vede avvolto nell'oscurità.
Dopo aver sconfitto tutti i mostri all'interno del castello, libera una delle fanciulle catturate e rivela che Hyrule è stata di nuovo avvolta dall'oscurità grazie al potere di Vaati, e deve liberare in fretta le altre fanciulle per sigillare Vaati ed evitare che il suo piano di conquista di Hyrule si concluda.
Così Link parte per salvare le fanciulle, ma dopo averne salvate altre due, scopre che per raggiungere il palazzo del vento dovrà raccogliere nel corso del suo viaggio quattro gioielli reali custoditi dai fantasmi dei Cavalieri di Hyrule, che sono i vecchi cavalieri che furono incaricati di custodire gli elementi di The Minish Cap adesso chiamati gioielli reali, poi scopre che il castello di Hyrule è stato avvolto nuovamente dall'oscurità e che quindi qualcosa di strano stesse succedendo.
Link dunque va al castello e lo libera nuovamente dai mostri trovando un'altra fanciulla, che liberata, svela che probabilmente, la fonte di tutta l'oscurità che sta occupando Hyrule venga dallo Specchio Oscuro, ovvero uno specchio che divide Hyrule e il Mondo Oscuro, e che dunque, Vaati e un suo complice si stiano servendo di questo potere per richiamare mostri e appunto e gli strani Link Oscuro che anch'essi si stanno moltiplicando invadendo Hyrule.
Link, dunque, parte in compagnia delle quattro fanciulle liberate nel corso della sua avventura trasformate in fate quali sono, per riprendere lo Specchio Oscuro nel Tempio dell'Oscurità.
Durante il cammino per ritrovare lo Specchio Oscuro, Link e le fanciulle hanno assistito a dei Deku che adulavano un certo Ganon come se fosse una cerimonia di adorazione, superati questi Deku Adulatori, Link e le fanciulle raggiungono il tempio.
Espugnato il tempio, Link trova solo un'altra fanciulla, e vede che lo specchio è stato rubato dal posto in cui risiedeva, così le fanciulle raccontano alla fanciulla appena salvata di non sapere chi è il complice di Vaati che ha rubato lo specchio e di essere state insospettite dai Deku che adulavano un fantomatico Ganon, così la fanciulla, rispose collegando Ganon a Ganondorf, ovvero un nomade del deserto facente parte della tribù dei Gerudo, così Link e le cinque fanciulle, localizzato il complice di Vaati, decidono di fare una visita al villaggio Gerudo e poi alla piramide che sorge dietro il villaggio, nella speranza che Ganon, lo specchio oscuro e l'ultima fanciulla si trovino lì.
Così, dopo avere raccolto alcune informazioni dalla tribù, avere superato il deserto ed espugnato la piramide, trovano l'ultima fanciulla e altre informazioni su Ganon, infatti Ganondorf è il vero Re delle Tenebre e Vaati è solo un complice, in passato Ganondorf si impossessò di un'antica arma chiamata Tridente, dunque adesso sta complottando con Vaati contro Hyrule, per poi sfruttarlo per impadronirsi prima di Hyrule e poi del mondo.
Così, le fanciulle ormai riunite, usano i loro poteri telepatici per parlare con Zelda che rivela di essere stata portata ai piedi della Torre del Vento.
Così, Link e le fanciulle vanno alla Torre del Vento, e usano i quattro gioielli reali raccolti nel corso dell'avventura per entrare e salvare Zelda.
Espugnato il primo piano della Torre del Vento, Link salva Zelda che rivela che per fermare il piano di Vaati, Link deve oltrepassare il reame celeste per poi espugnare il Palazzo del Vento e sconfiggere Vaati.
Oltrepassato il reame celeste, Link si trova a combattere con Link Oscuro che fa da custode allo Specchio Oscuro per far nascere orde di mostri.
Così, Link sconfigge la sua controparte oscura e ferma lo Specchio che adesso non produce più Mostri, dunque accede al Palazzo del Vento, dove dopo averlo espugnato, sconfigge Vaati ma lo scontro provoca il crollo del palazzo e Link riesce a fuggire, però, Ganondorf accecato dalla rabbia per essersi fatto sventare i suoi piani, attacca Link, che aiutato da Zelda, sconfigge Ganondorf e con l'aiuto delle Fanciulle lo rinchiude nella Quadrispada.
Il gioco si conclude con il regno che ritorna alla luce originaria in festa.

## Modalità di gioco
In "Hyrule Adventure", la modalità principale del gioco, è possibile giocatore singolo o multigiocatore. La modalità giocatore singolo permette attraverso i tasti del controller Gamecube di comandare tutti i Link contemporaneamente con la possibilità di scegliere quattro diverse formazioni di battaglia; quando la formazione non è attiva i Link si muovono in fila indiana seguendo il Link comandato dal giocatore o possono essere usati singolarmente per facilitare la risoluzione degli enigmi.
La modalità multi giocatore (da due a quattro) può essere giocata solo attraverso il collegamento del Game Boy Advance al Gamecube attraverso il cavo di collegamento Game Boy Advance; la scena principale del gioco è visibile sul televisore collegato al GameCube. Se l'avatar di un giocatore si allontana dal gruppo principale, il suo personaggio esce dalla visuale principale ma rimane visibile solo al giocatore che lo comanda sullo schermo del proprio Game Boy Advance.
In "Shadow Battle" l'unica modalità possibile è quella multigiocatore; come si intuisce dal nome è una battaglia che si svolge in differenti stage ispirati alla modalità principale "Hyrule Adventure".
La versione giapponese del gioco include un ulteriore gioco, sempre in modalità multigiocatore, chiamato "Navi Trackers".

## Accoglienza
| Testata                            | Giudizio |
| ---------------------------------- | -------- |
| Metacritic (media al 06-04-2025)   | 86/100   |
| GameRankings (media al 09-12-2019) | 84.51%   |
| Electronic Gaming Monthly          | 8.5/10   |
| Eurogamer                          | 8/10     |
| Famitsū                            | 33/40    |
| GamePro                            | 4/5      |
| GameSpot                           | 8.1/10   |
| GameSpy                            | 4.5/5    |
| IGN                                | 8.7/10   |

Four Swords Adventures ha ricevuto un punteggio di 86/100 da Metacritic e dell'84.51% da GameRankings.

## Adattamento manga
Una versione a fumetti del gioco fu scritta dalle autrici A. Honda e S. Nagano (sotto lo pseudonimo di Akira Himekawa) e pubblicata nel 2005, con il nome di Zelda: Four Swords +. La trama del manga si sviluppa in un modo leggermente diverso, introducendo anche altri personaggi come il padre di Link e gli altri cavalieri di Hyrule. Inoltre, la personalità di Link viene ampliata e meglio approfondita, rendendolo un ragazzo abile e coraggioso, ma anche egoista, arrogante, testardo e incapace di lavorare in squadra, e quando viene diviso in quattro parti dalla Quadrispada ogni suo alter ego è rappresentato con una personalità diversa (Verde è il Link normale, Blu è aggressivo e violento, Rosso è ingenuo e tuttofare e Viola è calmo e riflessivo).